# Clubiona canaca
Clubiona canaca là một loài nhện trong họ Clubionidae.
Loài này thuộc chi Clubiona. Clubiona canaca được Lucien Berland miêu tả năm 1930.